# 王景昆
王景昆（1919年—2008年），男，山东平度人，中华人民共和国军事人物，中国人民解放军开国大校，曾任江苏省军区司令员，上海警备区司令员，第四、五届全国人大代表。